# Morrisound Recording
Morrisound Recording — студия звукозаписи, расположенная во Флориде и созданная в 1981 году, одна из самых дорогих студий в округе. Первоначально студия представляла собой обычную 24-дорожечную студию. В разные годы персонал студии колебался от 5 до 10 человек.

## История
Morrisound Recording была образована в июне 1981 году двумя братьями — Джимом и Томом Моррисами (отсюда и название). Джим получил образование в школе инженеров-электронщиков при университете Южной Каролины. Уже в то время Джим профессионально умел играть на гитаре, что также использовал для получения заработка. Таким образом, в ходе участия в нескольких сессиях звукозаписи, Джим увлёкся этим процессом и с тех пор занимается и зарабатывает себе на жизнь именно этим. Однако при этом большое влияние на создание студии оказал тот факт, как говорил Джим Моррис, что её создание могло придать некий импульс развитию студийной записи во Флориде, а использование студии для реализации личных идей было вторичным явлением.

## Возможности студии
Студия является широко специализированной в плане стилистического разброса записываемых исполнителей. Запись звука может осуществляться как с использованием цифровых, так и аналоговых технологий (в последнем случае запись осуществляется на 2-х дюймовую плёнку с использованием 24-х дорожек). Среди использовавшихся студией программных продуктов одно из ведущих мест занимал Pro Tools HD.

## Список альбомов, записанных в студии
- 1990 — Eaten Back to Life (Cannibal Corpse)
- 1991 — Human (Death)
- 1991 — Butchered at Birth (Cannibal Corpse)
- 1991 — Testimony of the Ancients (Pestilence)
- 1991 — Arise (Sepultura)
- 1992 — Tomb of the Mutilated (Cannibal Corpse)
- 1993 — The Bleeding (Cannibal Corpse)
- 1995 — Haunted (Six Feet Under)
- 1996 — Vile (Cannibal Corpse)
- 1997 — Warpath (Six Feet Under)
- 1998 — Gallery of Suicide (Cannibal Corpse)
- 2003 — Bringer of Blood (Six Feet Under)

Почти все перечисленные альбомы записаны при участии легендарного продюсера Скота Бёрнса.